# Dodge Charger (2024)
Dodge Charger восьмого покоління — це повнорозмірний автомобіль, який виробляє та продає Stellantis North America під маркою Dodge. 
Він був представлений як серійна модель у березні 2024 року після появи майже ідентичних концептуальних автомобілів у 2022 році. 
Це перший автомобіль Dodge, доступний з акумуляторною електричною силовою установкою, що продається як Charger Daytona. 
Версія з бензиновим двигуном під назвою Charger Six Pack буде доступна в 2025 році, оснащена 3,0-літровим рядним шестициліндровим двигуном Hurricane.
Charger восьмого покоління доступний у дводверному та чотиридверному варіантах кузова, причому перший виступає як заміна Challenger третього покоління.

## Історія

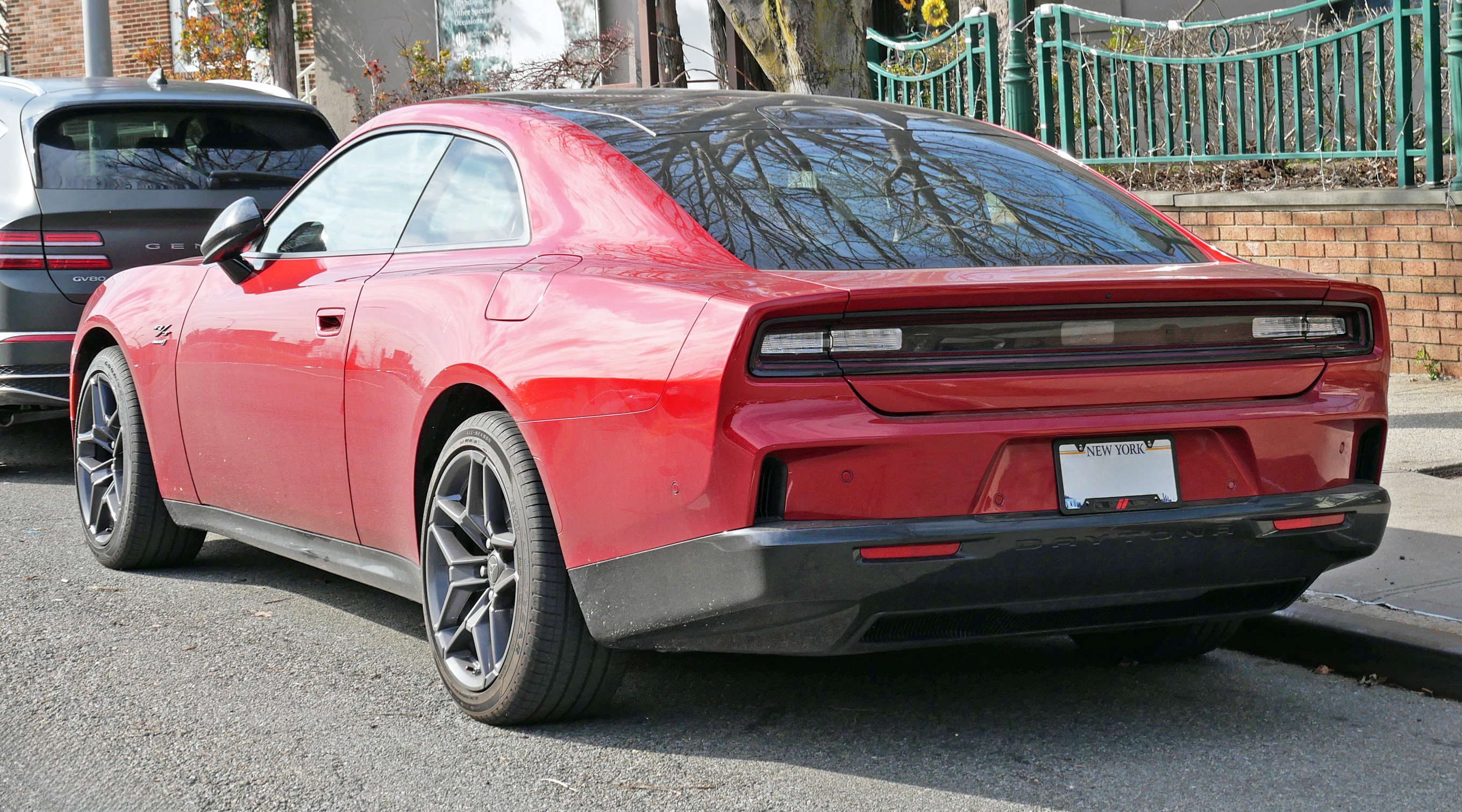

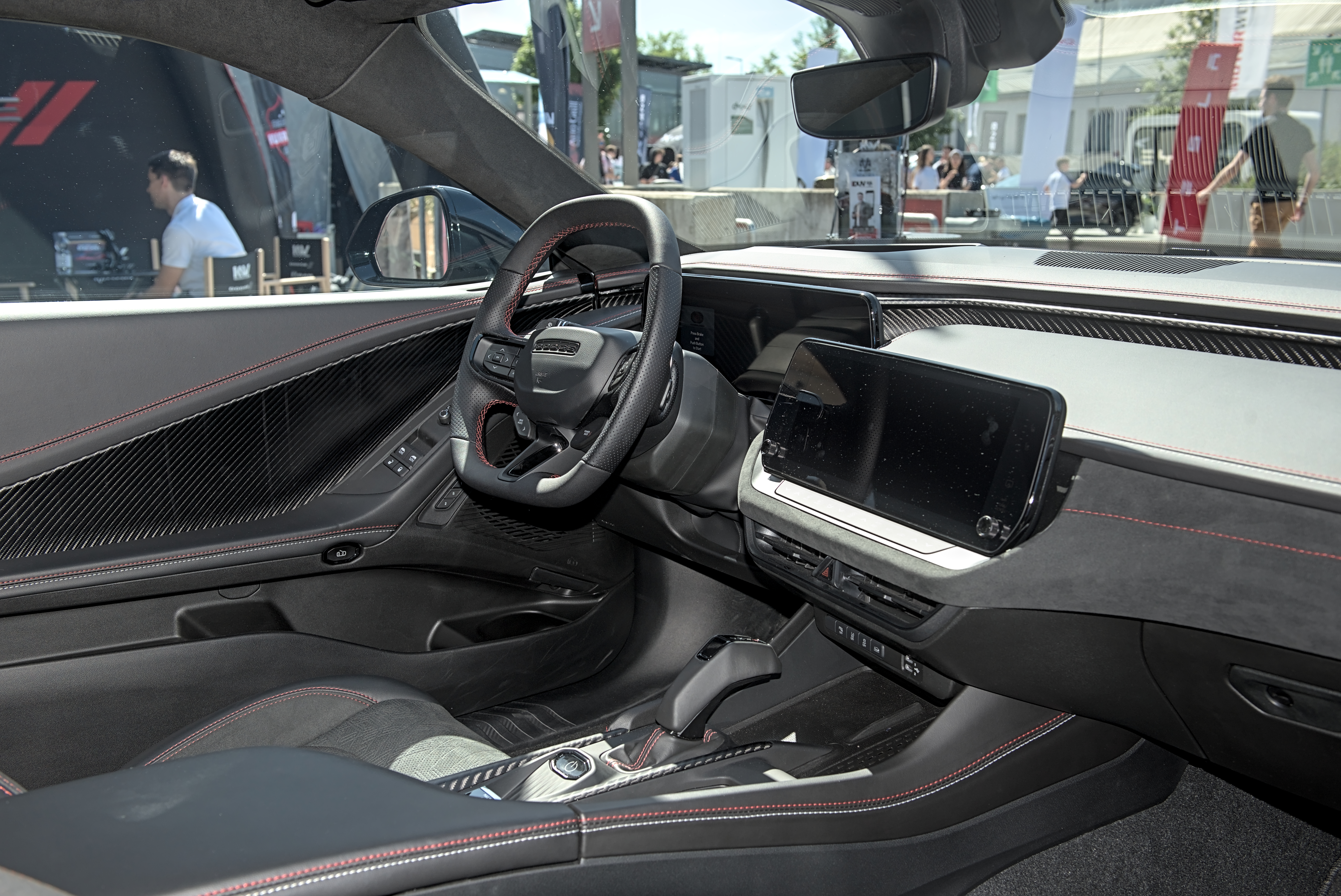

### Розробка та концепт автомобіля
Версія концепт-кара під назвою Dodge Charger Daytona SRT була представлена 17 серпня 2022 року під час третього дня заходу Dodge Speed Week у Понтіаку, штат Мічиган.  Dodge оголосив, що він буде випущений у 2024 році. 
Він має вихлопну систему Fratzonic Chambered , яка може досягати 126 дБ, що робить її такою ж гучною, як Dodge Challenger/Charger Hellcat.   
Система пропускає звук через підсилювач і камеру налаштування, розташовану в задній частині автомобіля. 
Dodge показала червоний концепт Charger Daytona SRT на виставці SEMA в листопаді 2022 року, включаючи ключ швидкості, схожий на Bugatti, для збільшення потужності до 670 к.с. (500 кВт). 
Концепт-кар з'явився разом з DeLorean Alpha5 у фільмі Fast X. 
У серпні 2023 року повідомлялося, що серійна версія Charger буде доступна з 3,0-літровим бензиновим рядним двигуном від Jeep Wagoneer L, тоді як топова модель Daytona буде повністю електричною. 

### Серійна версія
5 березня 2024 року було представлено абсолютно новий Dodge Charger у 3-дверній і 5-дверній версіях, причому 3-дверний надійде в продаж у 2024 році, а 5-дверний — у 2025 році. Бензинова версія з рядним 6-циліндровим двигуном з'явиться в 2025 році. 
Charger Daytona буде доступний у двох версіях R/T і Scat Pack потужністю 496 і 670 кінських сил відповідно від двох електродвигунів. Обидва оснащені повним приводом і акумулятором на 100,5 кіловат-годин. Моделі з двигуном внутрішнього згоряння під назвою Charger Six-Pack будуть оснащуватися рядним шестициліндровим двигуном Hurricane 3.0 twin-turbo потужністю 420 або 550 кінських сил.
Перші автомобілі поступили в автосалони в січні 2025 року.

## Двигуни
- 3.0L Hurricane twin-turbo I6 420–550 к.с.
- 2 × Синхронні двигуни з постійними магнітами 496–690 к.с. 400 вольт (пакет R/T & Scat)
- 3 × Синхронні двигуни з постійними магнітами 1320 к.с. з камерним вихлопом Fratzonic 800 вольт (SRT Banshee)